# Krone der Margarete von York

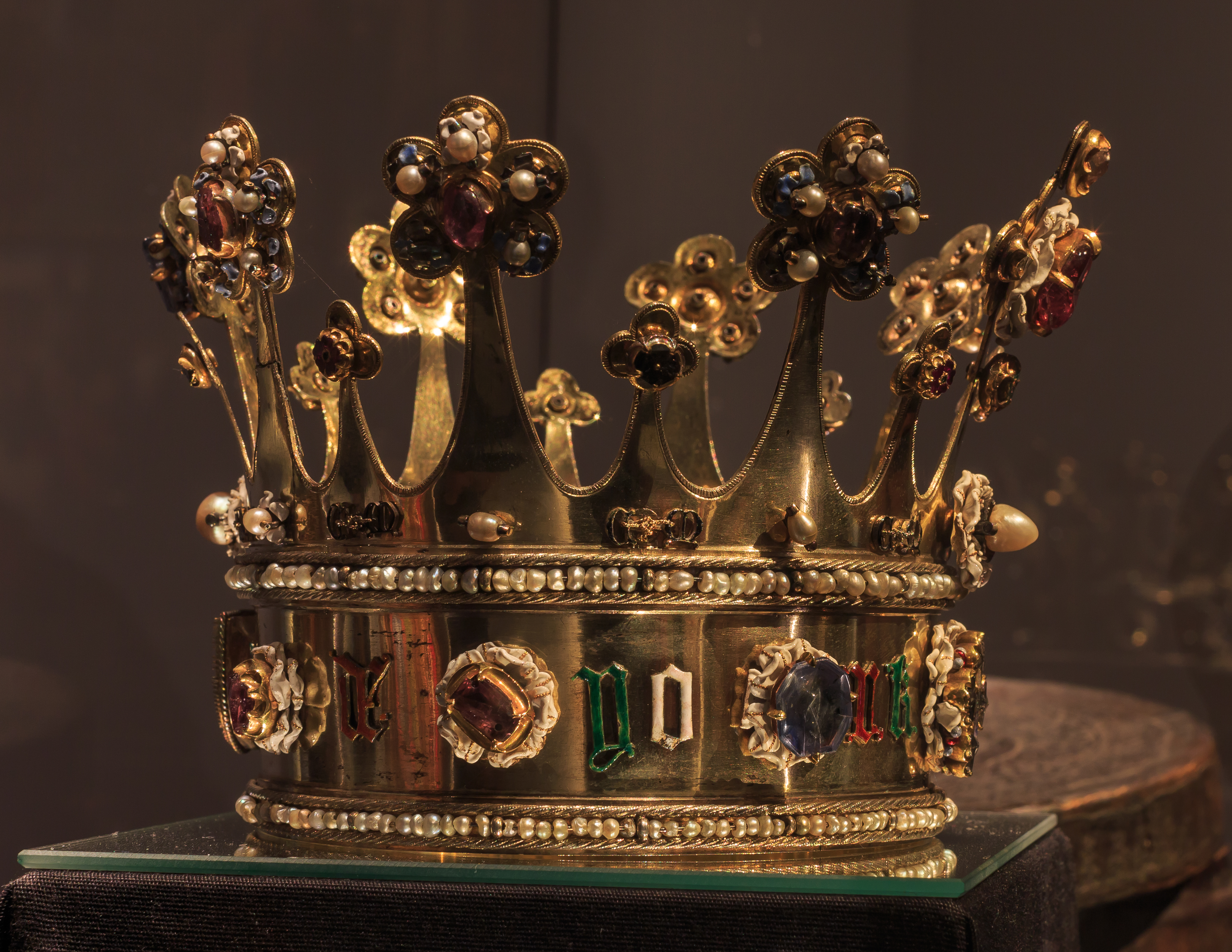
Krone der Margarete von York, im Hintergrund erscheint der Deckel des dazugehörigen Lederetuis

Die Krone der Margarete von York ist eine spätmittelalterliche Frauenkrone, die vermutlich um 1461 in England entstand. Im Rahmen einer umfangreichen Schenkung stiftete ihre Trägerin, Margareta von York, sie 1474 bei einer Wallfahrt dem Aachener Münster, wo sie zu Heiligtumsfahrten als Votivkrone des Aachener Gnadenbildes dient. Sie gehört zum Inventar der Aachener Domschatzkammer und gilt neben der Pfälzischen Krone als eine von zwei erhaltenen Kronen englischer Königsfamilien aus dem Mittelalter.

## Beschreibung

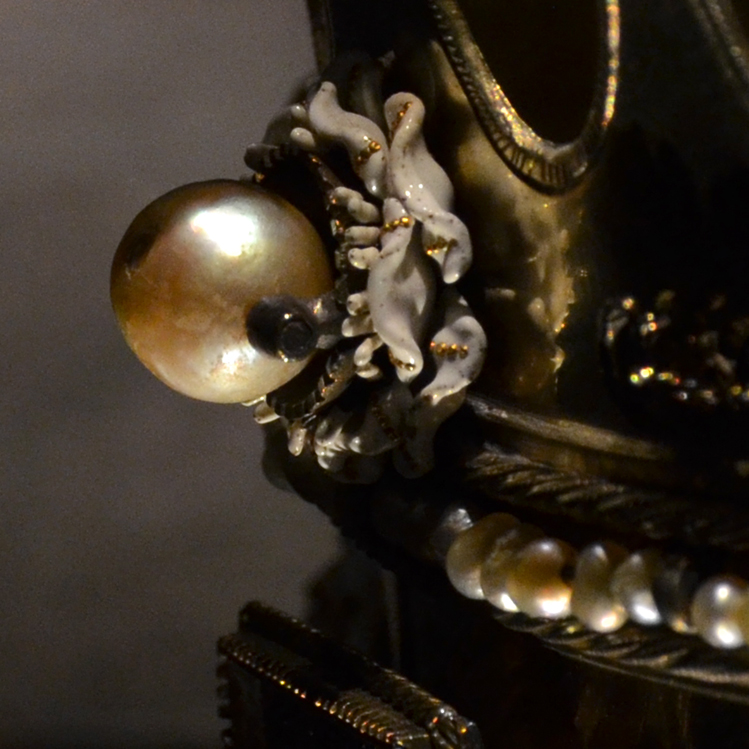
Detail einer emaillierten weißen Rose – des Wappenzeichens des Hauses York – als Einfassung einer Perle auf dem Kronreif

Die 13,2 cm hohe, 12,5 cm breite, offene, feuervergoldete Krone aus Silber ist mit Perlen und Edelsteinen besetzt. Die acht großen und acht kleinen strahlenförmigen Kronzacken enden in Fleurons, die als Drei- und Fünfpässe ausgeführt sind. Die vordere Mitte des Stirnreifs zeigt ein Diamantkreuz auf weißer Rose aus Email.
Die Gegenseite zeigt ein gespaltenes Allianzwappen von Burgund und England, das auf beiden Seiten Felder französischer Lilien aufweist. Es symbolisiert die Vermählung des Herzogs Karl aus dem Haus Burgund mit Margareta aus dem englischen Königshaus. Der heiratspolitische Zweck der Ehe war gegen den französischen König Ludwig XI. gerichtet.
Die mit rotem, grünem und weißem Email überzogenen Goldbuchstaben der 1,2 cm hohen Inschrift „Margarita de York“ sind einzeln auf den Kronreif aufgesetzt, abwechselnd mit weiß emaillierten, edelsteinbesetzten Rosen als Zeichen des Hauses York. Die schmalen, gitterartigen Buchstaben der gotischen Minuskel der Inschrift entsprechen ihrem ausgeprägten Ziercharakter. Das „r“ hat einen weit herabgezogenen Zierstrich. Die 0,6 cm hohen Initialen „CM“, die sich auf die Vornamen der Eheleute beziehen, wiederholen sich jeweils im Ansatz der kleinen Strahlen. Bei den Initialen wurden sowohl das unziale „M“ als auch das „C“ in geschlossener Form verwendet.
Zu der Krone gehört ein zylindrisches Etui aus gepresstem, mit Drachenmotiven und Laubwerk ornamentiertem Leder, das im Deckel neben Zeichen aus der Collane des Ordens vom Goldenen Vlies das burgundisch-englische Allianzwappen auf einem Rautenschild sowie mehrere Banderolen mit Karls und Margaretas Devise „Bien en Avienie“ (‚Möge Gutes daraus entstehen!‘) trägt, unterbrochen von deren Initialen „CM“.

## Geschichte

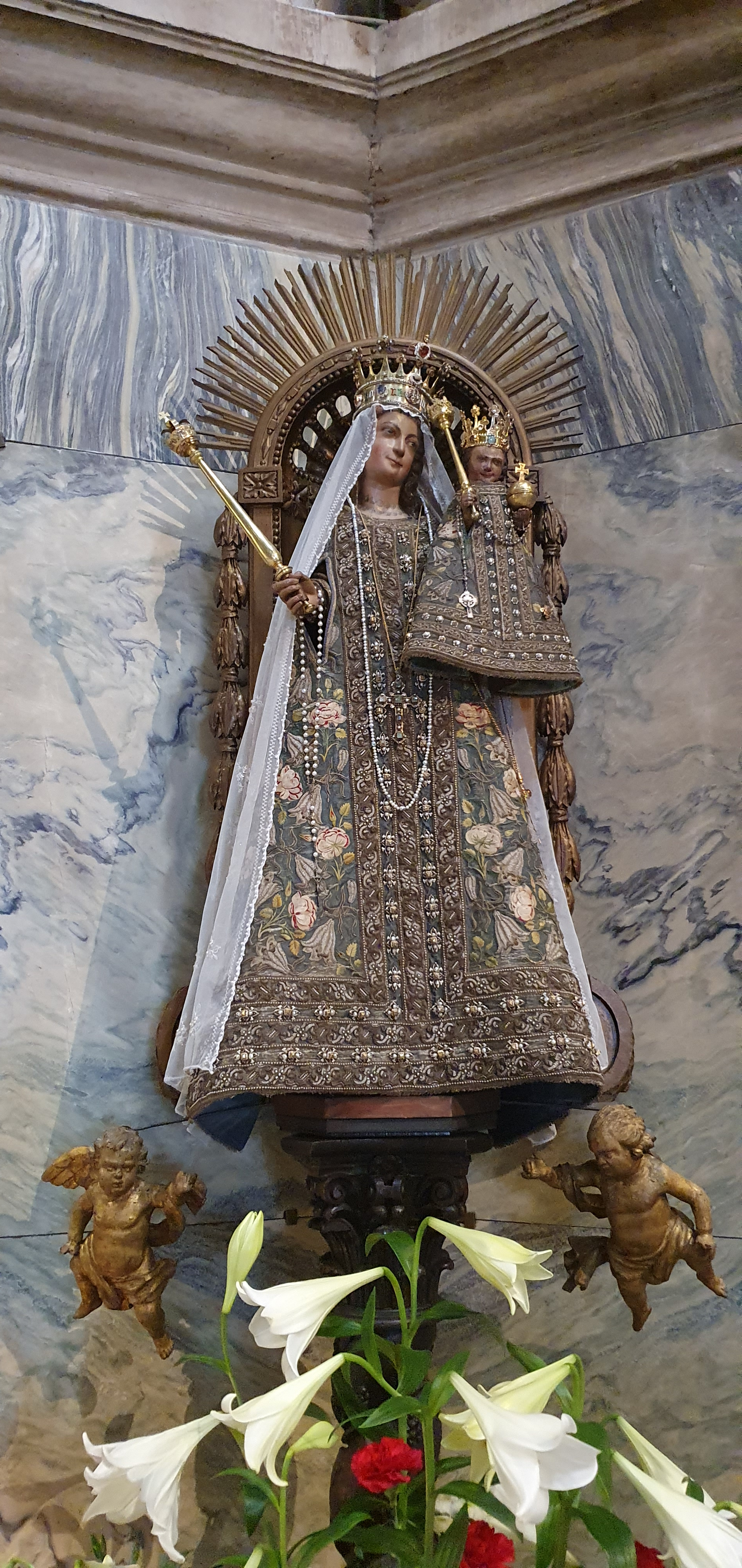
Aachener Gnadenbild mit der Krone der Margarete von York

Nach der älteren Literatur galt die Krone als ein Hochzeitsgeschenk Karls des Kühnen für seine Braut Margareta von York. Somit wäre eine Entstehung um 1468 durch einen flämischen oder französischen Goldschmied anzunehmen. Weil aber in Gestalt weißer Rosen auf der Krone die Symbole des Hauses York überwiegen, setzte der Kunsthistoriker Jean Squilbeck (1906–1989) die neuere Auffassung durch, dass die Krone von Margareta schon bei der Krönung Eduards IV., ihres Bruders, im Jahre 1461 getragen worden ist und daher um diese Zeit in England entstand. Gestützt wird die Annahme durch die Dimension der Krone, die der Kopfgröße der im Jahr 1461 fünfzehnjährigen Margareta entsprechen dürfte, sowie die sich in der Zeit zwischen 1450 und 1480 vollziehende Tendenz, die Zacken von Kronen einheitlicher zu gestalten und Fleurons weniger hervortreten zu lassen. Daher scheint die Krone Margaretas eher in die Zeit um 1461 als in das Jahr 1468 zu passen. Nach der Deutung Squilbecks sind das burgundisch-englische Wappen und die Initialen der Brautleute zur Hochzeit im Jahr 1468 auf der Krone bloß hinzugefügt worden.
Margareta brachte ihre Krone dem Aachener Gnadenbild dar, einem gotischen Marienbildnis aus dem 14. Jahrhundert, als sie am 22. Juli 1474 den Aachener Dom besuchte, während ihr Gatte sich daran machte, im Zuge der Kölner Stiftsfehde die Stadt Neuss zu belagern. Im Laufe der Zeit, in der das Schmuckstück als Votivkrone des Aachener Gnadenbildes fungierte, verlor sich der Bezug auf die Stifterin, so dass die örtliche Überlieferung das Stück noch im 19. Jahrhundert als „Krone der Maria Stuart“ bezeichnete.
Die Inschrift mit dem Namen der Stifterin wurde vermutlich Anfang des 19. Jahrhunderts bei einer Umarbeitung der Krone durch den damaligen Domgoldschmied Franz Anton Cremer verstümmelt und falsch zusammengesetzt. Finanziert durch den preußischen Kronprinzen Friedrich Wilhelm, der mit Victoria, einer Nachfahrin Margaretas, verheiratet war, erfolgte bis 1867 durch Martin Vogeno die Rekonstruktion der Inschrift durch Umstellung der erhaltenen und Ergänzung der verlorengegangenen Buchstaben „a“, „Y“ und „r“.